# 佩卡托尼卡鎮區 (伊利諾伊州溫納貝戈縣)
佩卡托尼卡鎮區（英語：Pecatonica Township）是位於美國伊利諾伊州溫納貝戈縣的一個行政鎮區。

## 地方資料
根據2010年美國人口普查的數據，佩卡托尼卡鎮區的面積為91.90平方千米，當中陸地面積為91.00平方千米，而水域面積為0.90平方千米。當地共有人口4198人，而人口密度為每平方千米45.68人。